# Roc de la Campana
El Roc de la Campana és una muntanya de 1.438 metres, situada entre el municipi de Maçanet de Cabrenys, de l'Alt Empordà, i la comuna dels Banys d'Arles i Palaldà, a la del Vallespir (Catalunya del Nord).
És a l'extrem de migdia del terme dels Banys d'Arles i Palaldà i al septentrional del de Maçanet de Cabrenys, a la mateixa carena dels Pirineus. És a prop al nord-est del Roc de la Sentinella i al sud-oest de la Collada de Sant Martí.